# 小野操
小野 操（おの みさお、1908年5月27日 - 故人）は、日本の陸上競技選手（走高跳）。慶應義塾大学在学中に、1932年ロサンゼルスオリンピックで男子走高跳に出場した。 

## 経歴
現在の栃木県佐野市出身。旧制佐野中学校（現在の栃木県立佐野高等学校・附属中学校）から慶應義塾大学に進む
1928年（昭和3年）、旧制佐野中学校出身者が設立した「佐野スパルタ倶楽部」(SAC) の創設に参加。「佐野スパルタ倶楽部」の名称は、小野がイギリスのアキレス・クラブにちなんでつけたという。
1929年（昭和4年）に神宮競技大会で優勝（1m83）したのを皮切りに、1930年代前半にかけて各種大会の走高跳種目で活躍。1930年日本学生陸上競技対校選手権大会では優勝（1m94）、同年の極東選手権大会では日本代表として出場し3位（1m91）。
1932年（昭和7年）、日本陸上競技選手権大会男子走高跳種目で優勝（1m89）。
1932年ロサンゼルスオリンピックで男子走高跳に出場。7位（1m90）の成績を残した（当時の入賞は6位まで）。
1947年、佐野スパルタ倶楽部を再興し、戦後初代の会長となる。

## 記念
- 佐野陸上競技選手権大会（栃木陸上競技協会）には小野操杯がある。